# Лодзя
Лодзя або Лодья (Łodzia, Lodzic, Łodzic, Navis, Nawa) — родовий герб, яким користувалось понад 200 шляхетських родів Білорусі, України, Литви і Польщі, один з найстарших гербів в польській геральдиці.

## Історія
Герб відомий з Х століття, перша письмова згадка про герб датується 1313 роком.
Після підписання Городельської унії 1413 року — угоди між Польським королем Владиславом ІІ Ягайлом та Великим князем Литовським, Руським та Жемайтійським Вітовтом деякі українські, литовські та білоруські бояри набували права мати свій родовий герб і зрівнювались у правах з польською шляхтою.
Так, відповідно до Городельської унії, польський гербовий шляхтич передавав литовсько-руському боярину Мішусі право користуватись гербом Лодья.
Пізніше інші українські шляхетські роди також отримали право на цей герб.
Цей герб зображений серед інших шляхетських гербів Речі Посполитої в Гербовнику Золотого Руна 1433—1435 років.

## Опис гербу
Жовта (золотиста) лодія, збита з трьох дощок з кожної сторони, по три цвяхи в кожній, на тлі геральдичного щита яскраво-червоного кольору і в павичих перах на лицарському шоломі.
|  | O KLEJNOCIE ŁODZIĄ. który tu do Polski przyniesion z Czech. Pizzą o przodkach tego herbu, że bywali лат. in ambitionem proni, et rerum privatarum studiosi. пол. Używali lodzi żółtej w pola czerwonem. Której własnost obaczywszy, czytać będziesz o przodkach i o potomstwie ich własnem, o którem ja w tak szerokiem królestwie wiedzieć mogę. ПРО ГЕРБ ЛОДЬЯ. який принесено до Польщі з Чехії. Про предків цього гербу пишуть, що були лат. in ambitionem proni, et rerum privatarum studiosi. Використовували жовтий човен на червоному тлі. Роздивившись його, читати будеш про предків і про потомство їхнє, про яке, в такому великому королівстві, я знати можу. |

## Походження
Один з найстарших гербів в польській геральдиці походить з Англії. Найдавніша відома печатка з гербом з 1313 року. Нею користувався каліський воєвода Миколай Пшедпелкович.
З інших джерел — Бартош Папроцький, чеський і польський геральдик, уважав, що герб походить з Чехії.
Оскар Халецький припускає, що Папроцький, який досконало знайомий з чеською геральдикою, правий. На його думку Миколай Пшедпельковіч - воєвода з Каліша часто брав участь у чеських обрядах, разом з урядовцями короля Вацлава ІІ, тісно спілкувався як з лицарством шльонським, так і з чеським, яке на той час вже мало свої герби на зразок західно-європейської геральдики. Закономірно, що він захотів уподібнити свій знак до тих гербів, які він часто бачив на печатках поруч зі своєю.
Професор Антоній Малецький припускає, що за правління короля Вацлава ІІ, багато хто з польської шляхти поріднилися з чеською, прийнявши при цьому їхні герби.
Шимон Окольський в своїй праці з геральдики «лат. Orbis Polonus splendoribus coeli, triumphis mundi, pulchritudine animantium condecoratus, in quo antiqua Sarmatorum gentiliata pervetusta nobilitatis insignia etc. specificantur et relucent» пише, що грецькі та римські правителі обходячи урочистості на честь Зевса, роздавали монету Джані Августа Адріані, на якій було зображено човен. Звідти вона потрапила до Чехії, а потім — до Польщі у вигляді печатки в 969 році.
Шимон Окольський висунув також іншу версію, що Лодзі були сарматами, та їхній рід ще до приходу християнства був знатний. Автор зазначає, що це випливає з того, що під час будови базиліки в Гнєздні і Кракові за короля Мєшка в мури костелів, разом з іншими гербами, вмуровано герб «Лодзь». 1052 р. під час будови базиліки у Вроцлаві король Казимир I Відновитель вписав у список фундаторів між інших Лодзіїв.
Каспер Несецький виводить початок гербу Лодзя від грецької кавалерії, яка
|  | …z Jazonem do Kolchów po złote runo żeglowała, ponieważ Słowacy albo Sarmatowie sąsiadami Grekom wieków onych byli (…) …з Ясоном до Колхіди по золоте руно веслувала, тому, що словаки (сармати) сусідами греків були (…) |

Згадує також, що сармати нападали на сусідів як на суші, веслуючи по річці, так і на морі. Кращим лицарям жертвували герб Лодзь. Червоне тло герба — предки цього дому «спінили води рік і морів кров'ю неприятеля».

## Використання

### Роди
- 172 роди з Польщі, Литви, західної України та Білорусі[3]:

|  | Бабіцькі, Баболіцькі, Бабонаубек, Бандлевські, Бєдлевські, Баранські, Барановські, Башковські, Бєчинські, Бродські, Бродницькі, Білевич, Бнінські, Вєгерські, Вуйчік, Говоршевські, Гурські, Герман, Гурки, Здзєховські, Іловецькі, Івановські, Катлевські, Клуковські, Кобилінські, Конашевські, Коритовські, Коссовські, Кшешковські, Ксєскі, Куновські, Лачовські, Людовіч, Манєцькі, Міхальські, Мощинські, Опалінські, Пузік, Рогалинські, Рожкевич, Рожковські, Скварскі, Слюзовскі, Смогошевські, Старовольські, Сульковські, Шольрські, Свєрчевські, Ташальські, Тарас, Томіцькі, Чарнецькі. |

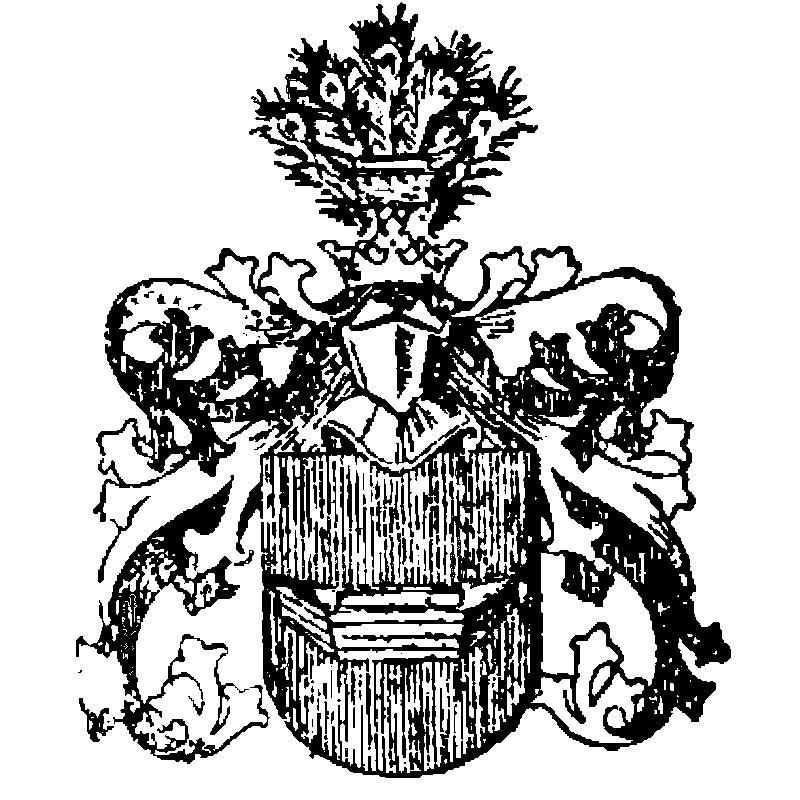
Герб Лодзя (ілюстрація з «Загальної енциклопедії» Самуеля Оргельбранда)
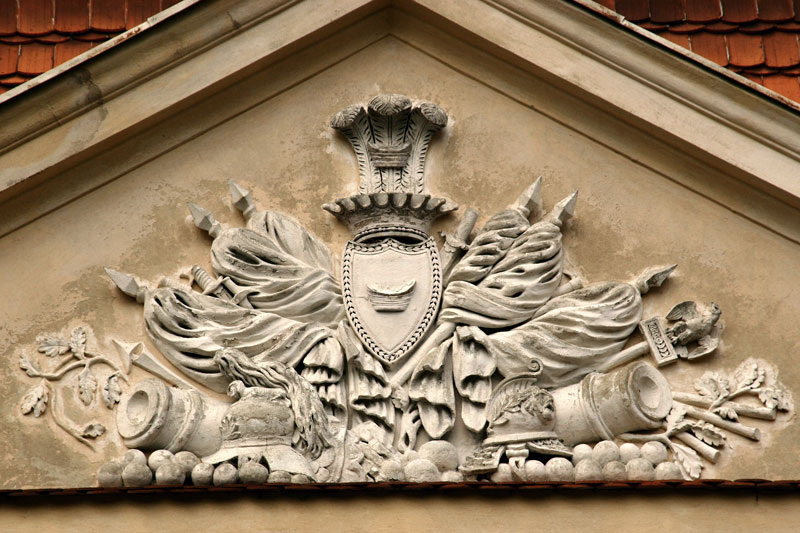
Герб Бніньских — Лодзя (палац у Гультовах)
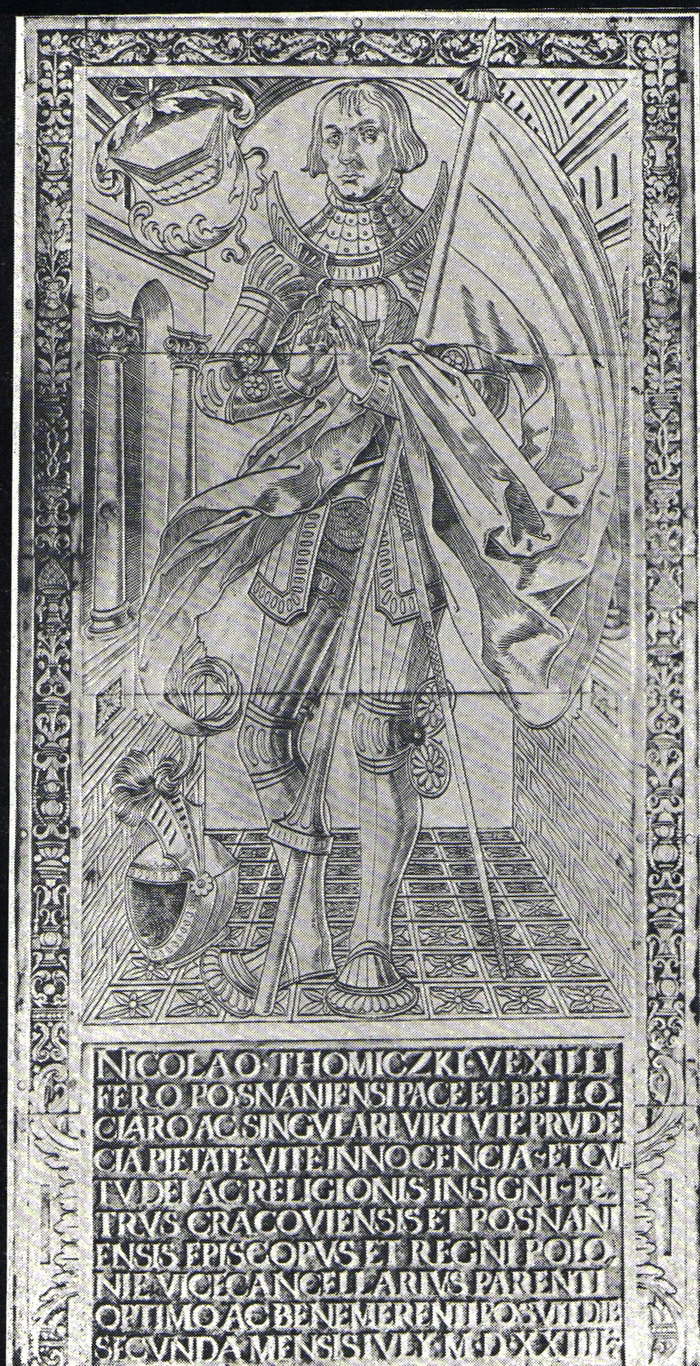
Надгробна плита Миколая Томіцького
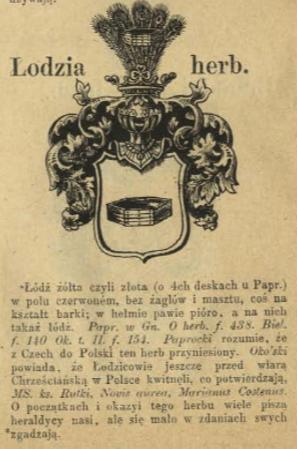
Скан сторінки з гербажу Каспра Нєсєцкого

### Повіти і Міста
Герб Лодзя пов'язаний з історією та традиціями деяких міст і округів (повітів), які раніше заснували чи мали перед ними певні заслуги представники роду Лодзіїв (пол. ród Łodziów).

#### Лодзь
Герб Лодзі відрізняється граничною лаконічністю і складається з двох елементів: щит, яскраво-червоного кольору і золота «лодзя» з веслом. Є декілька версій походження гербу. Перша — з грецьких або давньоримських знамен, відомих на цих землях ще з Х століття. Інша — від вікінгів, серед яких було поширене зображення ладді. Найбільш прозаїчна — місто виросло з маленького рибацького поселення на березі невеликої річки Лудка (пол. Lódka} недалеко водорозділу річок Варта і Вісла. Герб був затверджений зразу ж після надання поселенню статусу міста.

#### Сваржець
Герб міста складається з двох елементів: перший — герб засновника міста Зигмунда Грудзінського (пол. Zygmunta Grudzińskiego) гербу Гжимала (пол. Grzymała -відвага, слава), другий — герб його дружини Анни Опалінської з Бніна (пол. Bnina) гербу Лодзя. «Лодзь» в гербі міста підкреслює історичний факт облоги Сваржеця, коли воно було власністю роду Гурків (пол. rodu Górków) гербу Лодзя. В гербі Сваржеца зображені: міська брама з трьох веж, посередині лицар з мечем, що символізує засновника міста Зигмунда Грудзінського, і все це розміщено на «лодзі» на червоному тлі, що символізує найдавніші польські шляхетські роди — Гурків і Опалінських.

#### Равицький повіт
В першій третині — білий орел без корони на червоному тлі, символізує герб Великопольський (пол. Wielkopolski), в другій: золота «лодзя» на червоному тлі символізує два шляхетські роди — Гурків і Опалінських, відзначені так за заслуги перед Равіцким повітом. У нижньому полі: чорний ведмідь на золотистому тлі та зеленій траві — герб адміністративного центру повіту міта Равич.

#### Мейска Гурка
Гербом міста є золотий човен з білою вежею на тлі геральдичного щита червоного кольору. Герб походить з XVI століття. Першими власниками міста був рід Гурків гербу Лодзя.

#### Курнік
Складається з гербів міст Курнік і Бнін (пол. Bnin). Теперішнього вигляду герб набув внаслідок включення міста Бнін в адміністративні межі Курніка в 1961 році. Є одним з небагатьох, що складається з двох полів. Перше поле — герб Курніка: на білому тлі червона мурована потрійна вежа з золотими відкритими дверима з чорним окуттям у формі хреста, з піднятими чорними ґратами. Друге — герб Бніна: на червоному тлі золота «лодзя» з золотим ключем на ній, на знак отримання поселенням у 1395 році Магдебурського права.

#### Кобилін
Герб Кобиліна — золота «лодзя», збита з чотирьох дощок, з високо задертим, над бортами, носом і задом, поміж бортами три округлі сріблясті вежі з блакитним дахом. Все це на тлі геральдичного червоного щита.

#### Новий Томишль
Герб Нового Томишля виник разом із заснуванням міста. Жовтий стилізований дерев'яний човен посередині червоного геральдичного щита. Це варіант родового гербу Лодзя Фелікса Шольдрського, що у XVIII столітті був власником міста.

Герб міста Лодзь
Герб міста Сваржець
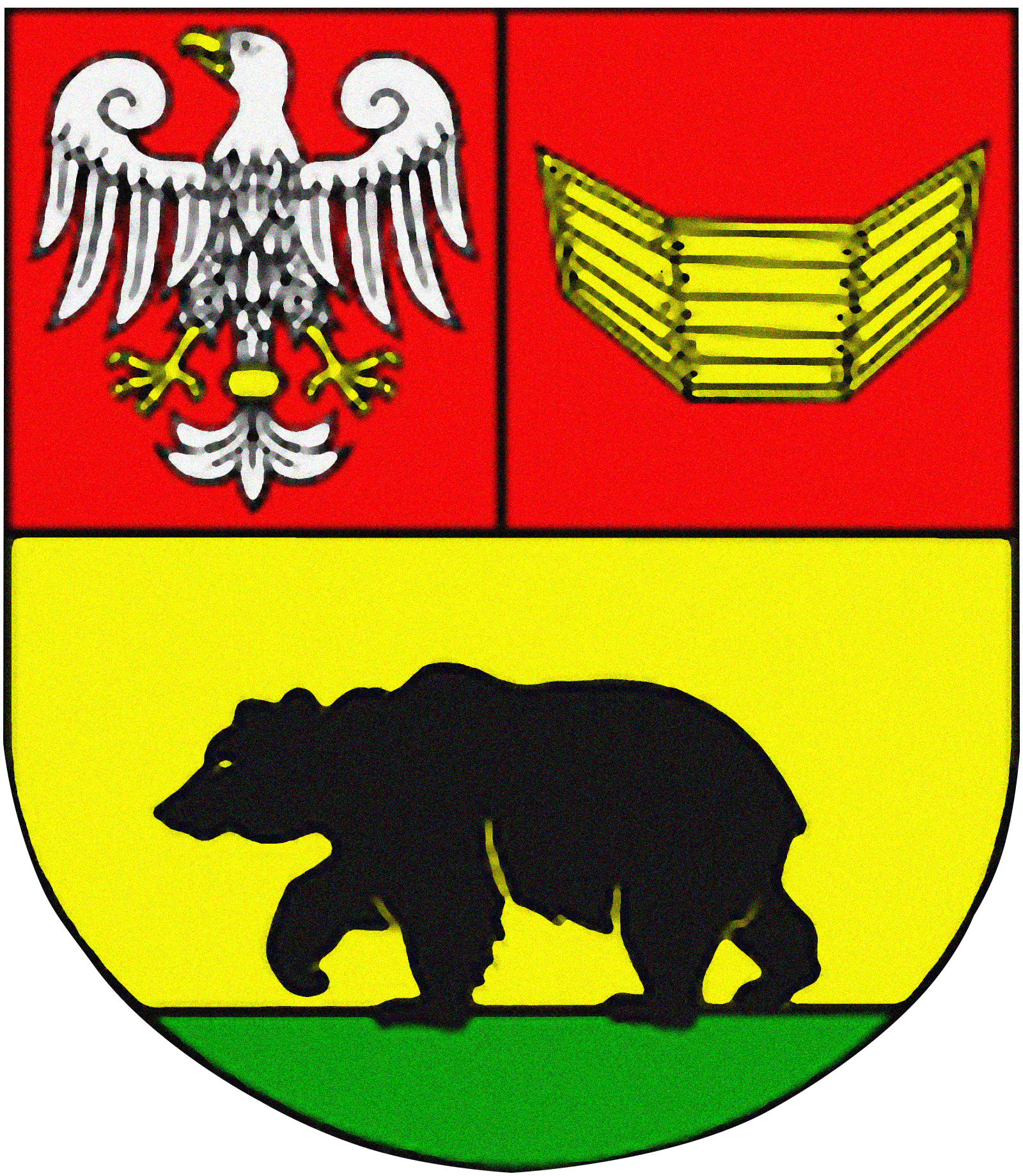
Герб Равицького повіту
Герб міста Мєйска Гурка
Сучасний герб міста Курнік
Герб міста Кобилін
Герб міста Новий Томишль